# Las cariñosas (película de 1979)
Las cariñosas es una película de comedia erótica mexicana de 1979 dirigida por Rafael Portillo.

## Reparto
- Juan Alonso
- Pepe Arévalo
- Carlos Bravo y Fernández
- Yari Caballero como Fichera.
- Víctor Manuel Castro
- Arturo Cobo
- Luis de Alba
- Yadira Del Valle como Fichera.
- Leandro M. Espinosa
- Susana Galli como Fichera.
- Joaquín García "Borolas"
- Mayte Gerald
- Christian Grants como Fichera.
- Barbara Ham como Fichera.
- Rafael Inclán
- Jessica Kuri como Fichera.
- Rossy Lamarque como Fichera.
- Jazmin Lee como Fichera.
- Sonia Lima como Fichera.
- Marina
- Lyn May
- Mayka
- Sasha Montenegro
- Yara Moreno como Fichera.
- Mike Moroff
- Vicky Nevarez como Fichera.
- Yolanda Perkins como Fichera.
- Sonia Piña
- Jorge Rivero
- Gabriela Ríos
- Carmen Salinas
- Alfredo Solares
- Enrique Sánchez
- Manuel "Loco" Valdés
- Isela Vega
- Alfonso Zayas

## Análisis
Gustavo García y José Felipe Coria en Nuevo cine mexicano citaron a la película como una de las muchas del género de cine de ficheras que «sirvieron para convertir a Sasha Montenegro en la diva del género y para reinvindicar la intocable figura de Isela Vega como gran devora-hombres». El volumen 3 de la Enciclopedia de México citó a la película como una de las del género de cine de ficheras que «dominó en el cine nacional [con] la obsenidad que ya sugieren los títulos». Debido al tratamiento de la película de un personaje homosexual, Aaraón Díaz Mendiburo, en su libro de temática LGBT Los hijos homoeróticos de Jaime Humberto Hermosillo, cita a la película como una de las que hacen que «el hetero y el homosexual, al ver el tratamiento que se le ha dado al segundo en pantalla», «adoptan formas de pensar y de ser que ahí se proyectan. Reproducen un sistema de vicios y falsedades que se infiltran en su realidad cotidiana».